# Сулимович, Анна-Акбике
А́нна Акбике́ Сулимо́вич-Керут (пол. Anna Akbike Sulimowicz-Keruth; род. 1963) — польский тюрколог, переводчица

 и караимовед. Доктор философии (2018), научный сотрудник Варшавского университета.

## Биография
Родилась в 1963 году. Отец — Юзеф Сулимович (1913—1973), по образованию тюрколог (ученик А. Зайончковского), происходил из галичских караимов, участник Второй мировой войны в рядах Красной армии (1941—1944), затем польской армии, полковник, директор Центральной военной библиотеки, коллекционер караимской старины (книг, рукописей, фотографий etc.). Мать — Эва Скшипчик-Сулимович, врач Центрального клинического госпиталя Военно-медицинского института в Варшаве. Брат — Адам Сулимович, переводчик с турецкого языка. Своё второе имя  получила в честь матери Сераи Шапшала, главы общин польско-литовских караимов.
В 1987 году окончила Институт востоковедения Варшавского университета, защитив под руководством доктора Александра Дубинского магистерскую диссертацию «Александр Мардкович — караимский писатель и издатель. Жизнь и творчество». С 1988 года преподаёт в альма-матер на кафедре тюркологии и народов Средней Азии, ассистент-профессор (2018). В 2013—2018 годах являлась докторантом Гуситского теологического факультета Карлова университета в Праге. Под руководством доктора философии, профессора Петра Калеты защитила докторскую диссертацию «Общественная жизнь караимской общины Луцка в межвоенный период (1919—1939 гг.)».
24 ноября 2024 года избрана председателем правления Караимского религиозного союза Польши.

## Научная деятельность
Сфера научных интересов — язык, история и культура караимов, преподавание современного турецкого языка. Перевела на польский язык ряд произведений современных турецких писателей Орхана Памука, Элиф Шафак и других. Также осуществляет переводы с караимского языка. Работает над проектом под названием «Караимы Луцка». Вместе с Мариолей Абкович подготовила выставку «Карай йоллары – Караимские дороги. Караимы на старой фотографии», представленной в октябре-ноябре 2010 года в Этнографическом музее во Вроцлаве.
С апреля 2019 года — участник команды проекта «(Ре)конструкция Библии. Новый подход к неотредактированным библейским манускриптам как источникам ранней истории караимского языка», финансируемого Европейским исследовательским советом и проводимого Михалом Неметом в Институте лингвистики Ягеллонского университета в Кракове.

## Общественная деятельность
- Вице-председатель Союза польских караимов (2003)
- Член правления Фонда «Караимское наследие» (2015)[14]
- Член редакционной коллегии общественного культурно-исторического караимского журнала «Awazymyz»[15]
- Член редакционной коллегии журнала «Almanach Karaimski»[16]